# Är dansen på förfall?
Är dansen på förfall? är namnet på två svenska svartvita stumfilmer från 1915.

## Första filmen
Är dansen på förfall? tillkom i en tid då sällskapsdans som fenomen debatterades i Sverige. Den moderna dansen ansågs av vissa vara dekadent och inverka negativt på ungdomen. Produktionsbolaget Victoria lät spela in en film som tog parti mot den moderna dansen och i stället framhöll de gamla dansformerna.
Filmen inleds med bondpolska och daldans av folkdansare på Skansens dansbana. Därpå en menuett med Lisa Holm och Sven Fredriksson och en gammelvals med Märta Bergman och Carl Johannesson. Slutligen visades exempel på de moderna sällskapsdanserna one-step och apachedans med Lisa Holm och Carl Johannesson.
Bolaget bjöd in flera kulturpersonligheter, däribland bildkonstnären Isaac Grünewald, till en premiärvisning den 19 oktober 1915 på Brunkebergsteatern. När Grünewald fick se filmen reagerade han negativt, busvisslade och utropade att de moderna danserna inte dansades på rätt sätt. Victoria insåg publicitetsvärdet i Grünewalds missnöjesyttring och erbjöd honom att utforma ett kinematografiskt svar på filmen, vilket resulterade i en ny film med samma titel. 

## Andra filmen
I den andra filmen med samma titel medverkar Grünewald tillsammans med sin hustru Sigrid Hjertén och två andra par och danserna som framfördes var bostonvals och One-step. I flera texter  anges det felaktigt att paren dansar tango.
Den andra filmen kom att barnförbjudas av den svenska censuren med motiveringen att den var "ägnad att skadligt uppjaga barns fantasi". Filmen premiärvisades 9 november 1915 på Brunkebergsteatern och väckte en häftig debatt i pressen. Manfred Björkquist, en av Svenska kyrkans förgrundsfigurer, skrev ett upprört inlägg i Stockholms Dagblad där han kallade filmen "den Grünewaldska parningsleken". Till debatten anslöt sig även den före detta filmcensorn Walter Fevrell, som ansåg att filmen borde ha totalförbjudits: "är den representativ för hr G:s konst, måtte vi då, åtminstone i vårt svenska samhälle, bli förskonade från densamma!". Grünewald svarade på kritiken i Dagen och skrev "Man skulle till följd av det anskri som höjts mot den moderna dansen kunna skriva en hel filosofisk avhandling över svenskarnas oförmåga att fatta något som kommer ur en något högre temperatur än deras egen." Han avslutade sitt inlägg med orden "Men för att icke någon skall taga skada till sin själ av den moderna dansen, så räcker det ej med att göra som biografcensuren: förbjuda dess visande för barn; det vore nog säkrast att införa motbok på onestepp.".
Den andra filmen finns bevarad i Sveriges Televisions arkiv.